# 帕西公墓
帕西公墓（法語：Cimetière de Passy）是一座小型公墓，位于法国巴黎十六区帕西，夏乐宫后方，墓地的入口位于施莱森街（Rue du Commandant Schlœsing）2号。这条街是以自由法国空军飞行员雅克-亨利·施莱森（1919-1944年）命名，他在巴黎解放的那一天的行动中牺牲。

## 历史
目前的公墓取代了1802年关闭的旧公墓（位于Rue Lekain街）。
在19世纪初期，法国皇帝拿破仑一世下令，巴黎的所有公墓由首都辖区以外的几座大型新墓地所取代。北部的蒙马特公墓、东部的拉雪兹神父公墓，和南部的蒙帕纳斯公墓。帕西公墓是后来修建的，但也是根据同一法令。
目前的入口始建于1934年（由RenéBerger设计）。公墓的挡土墙装饰了路易斯·扬思亚尔纪念第一次世界大战中阵亡士兵的浅浮雕。
帕西公墓于1820年开放，位于右岸昂贵的住宅和商业区，靠近香榭丽舍大街，到1874年，它已成为巴黎的贵族墓园。它是巴黎唯一拥有暖气等候室的墓地。
墓地被栗树的树荫所掩盖，在埃菲尔铁塔的阴影下。
公墓曾经有一尊杜尼科夫斯基的雕像，名为“逃脱身体的灵魂”，位于理发师安东尼·斯普里克沃斯基(Antoni Cierplikowski)墓的顶部。这座雕像广为人知，但在2004年清理坟墓时被拆除。

## 名人墓葬
- 保大帝（1913年至1997年），越南末代皇帝
- 娜塔莉·克利福德·巴尼（1876–1972），美国作家
- 娜塔莉娅·布拉索娃（1880–1952），俄罗斯罗曼诺夫大公的妻子
- 格奥尔基·米哈伊洛维奇，布拉索夫伯爵（1910–1931），俄罗斯罗曼诺夫大公之子
- 克劳德·德彪西（1862-1918），作曲家
- 埃德加·富尔（1908–1988），政治家
- 加布里埃爾·佛瑞（1845-1924），作曲家
- 費南代爾（1903-1971年），喜剧演员
- 毛利斯·甘莫林（1872-1958），法国将军
- 让-皮埃尔·吉侯杜 (1882–1944), 作家
- 于貝爾·德·紀梵希 (1927–2018), 时尚设计师
- 雅克·伊贝尔 (1890–1962), 作曲家
- 保羅·蘭多斯基 (1875–1961), 建筑师
- 愛德華·馬奈 (1832–1883), 画家
- 安德烈·梅萨热 (1853–1929), 作曲家
- 亚历山大·米勒兰 (1859–1943), 法国总统
- 奥克塔夫·米尔博 (1848–1917), 作家
- 貝爾特·莫里索 (1841–1895), 印象派画家
- 莱伊拉·巴列维（1970–2001），伊朗公主

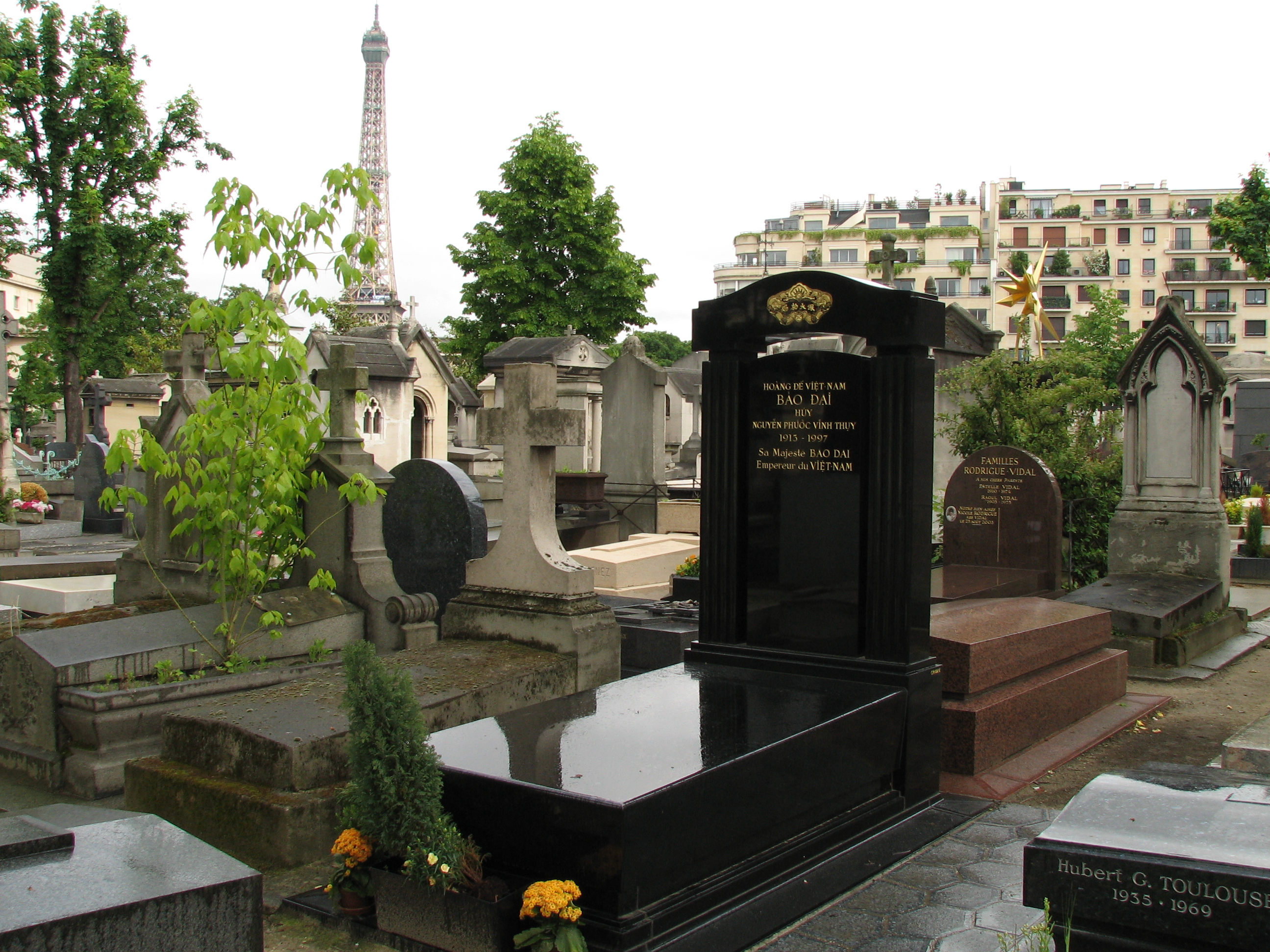
保大帝墓
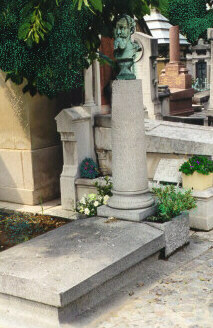
愛德華·馬奈墓
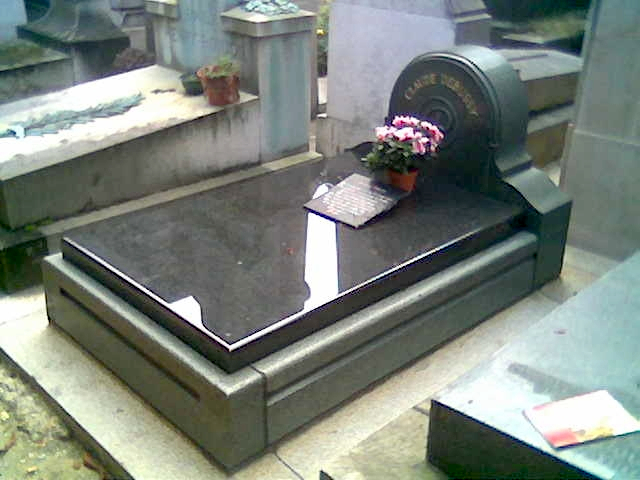
克劳德·德彪西墓
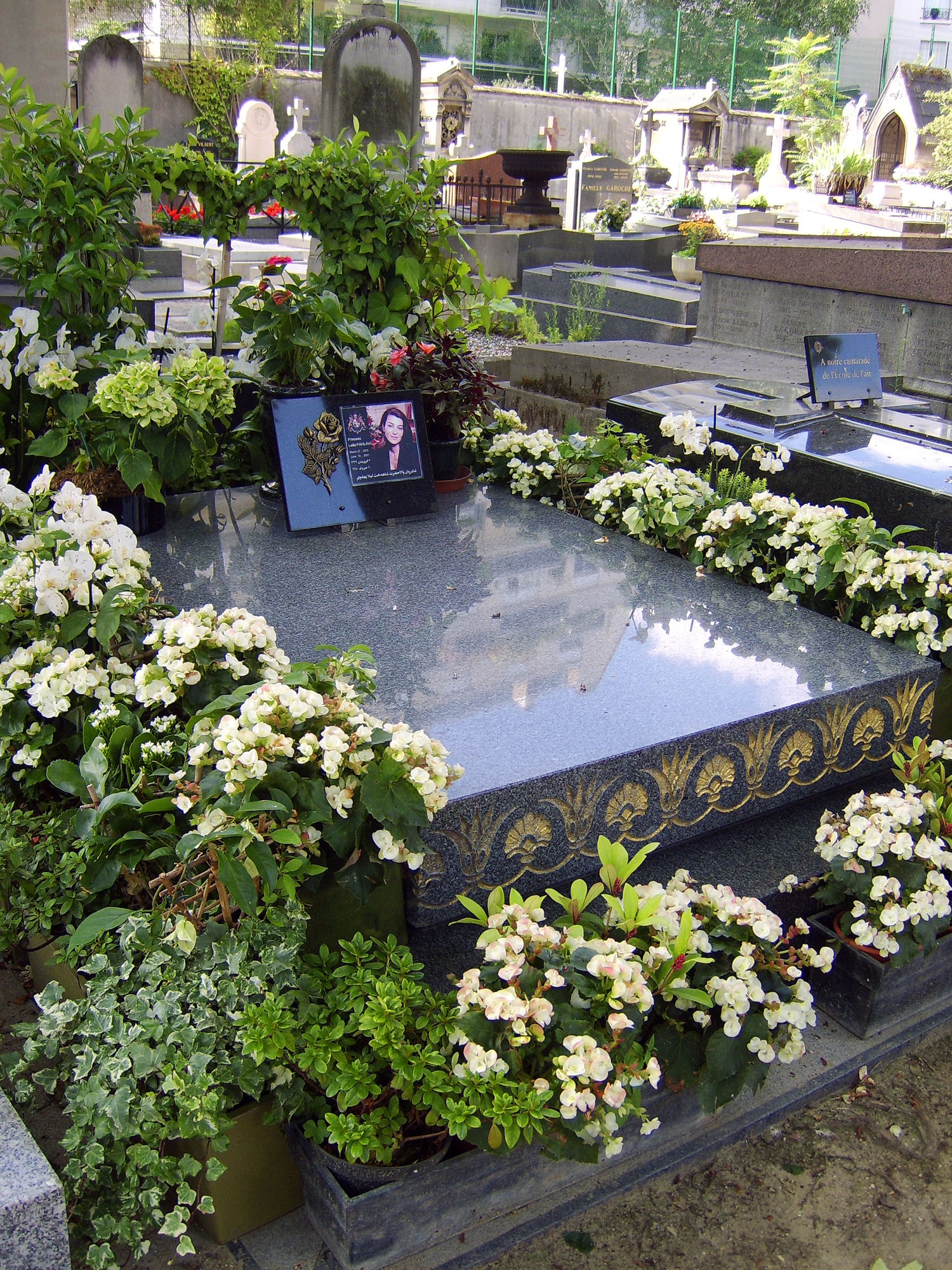
莱伊拉·巴列维墓
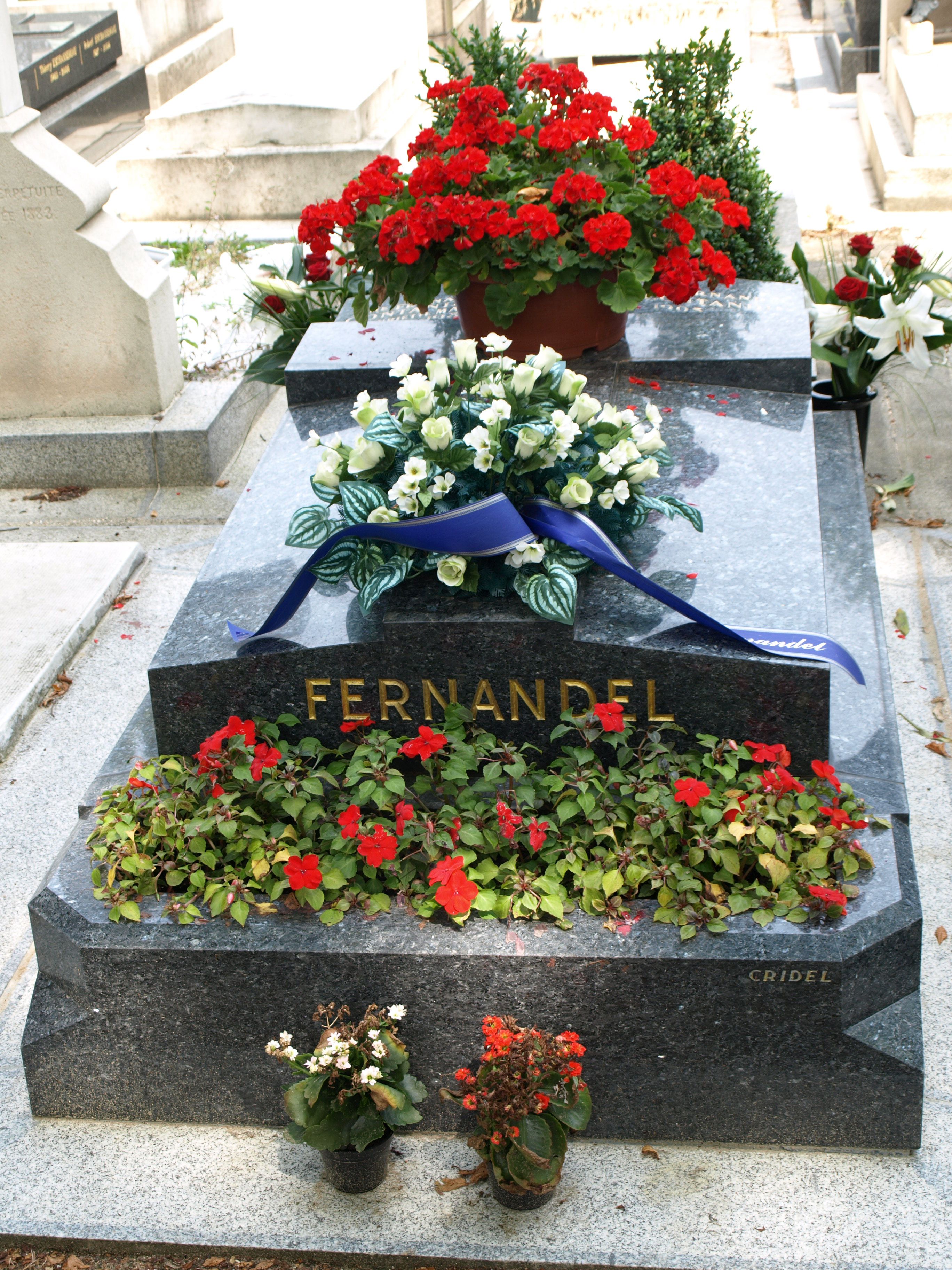
費南代爾墓
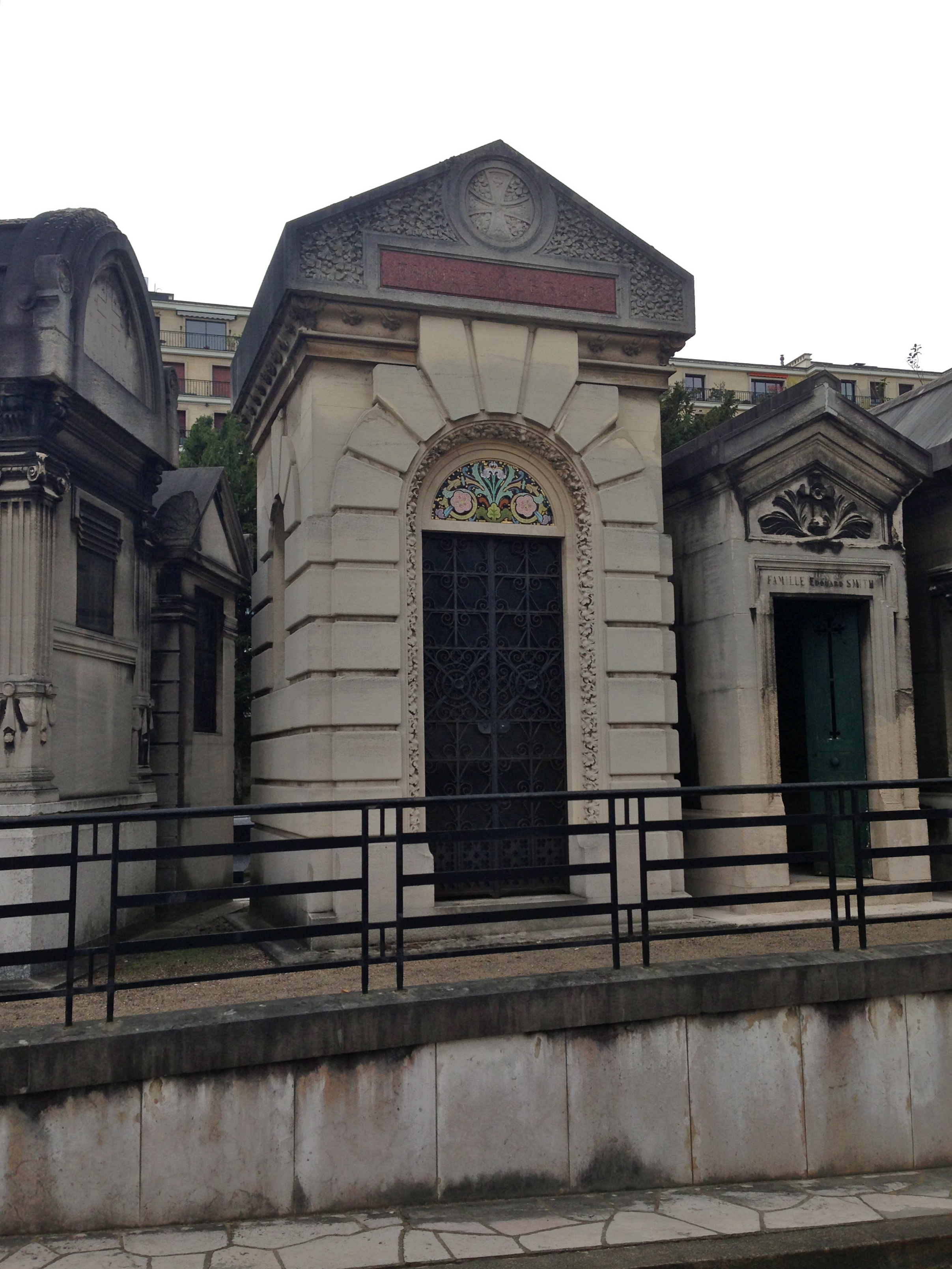
盖兰家族墓
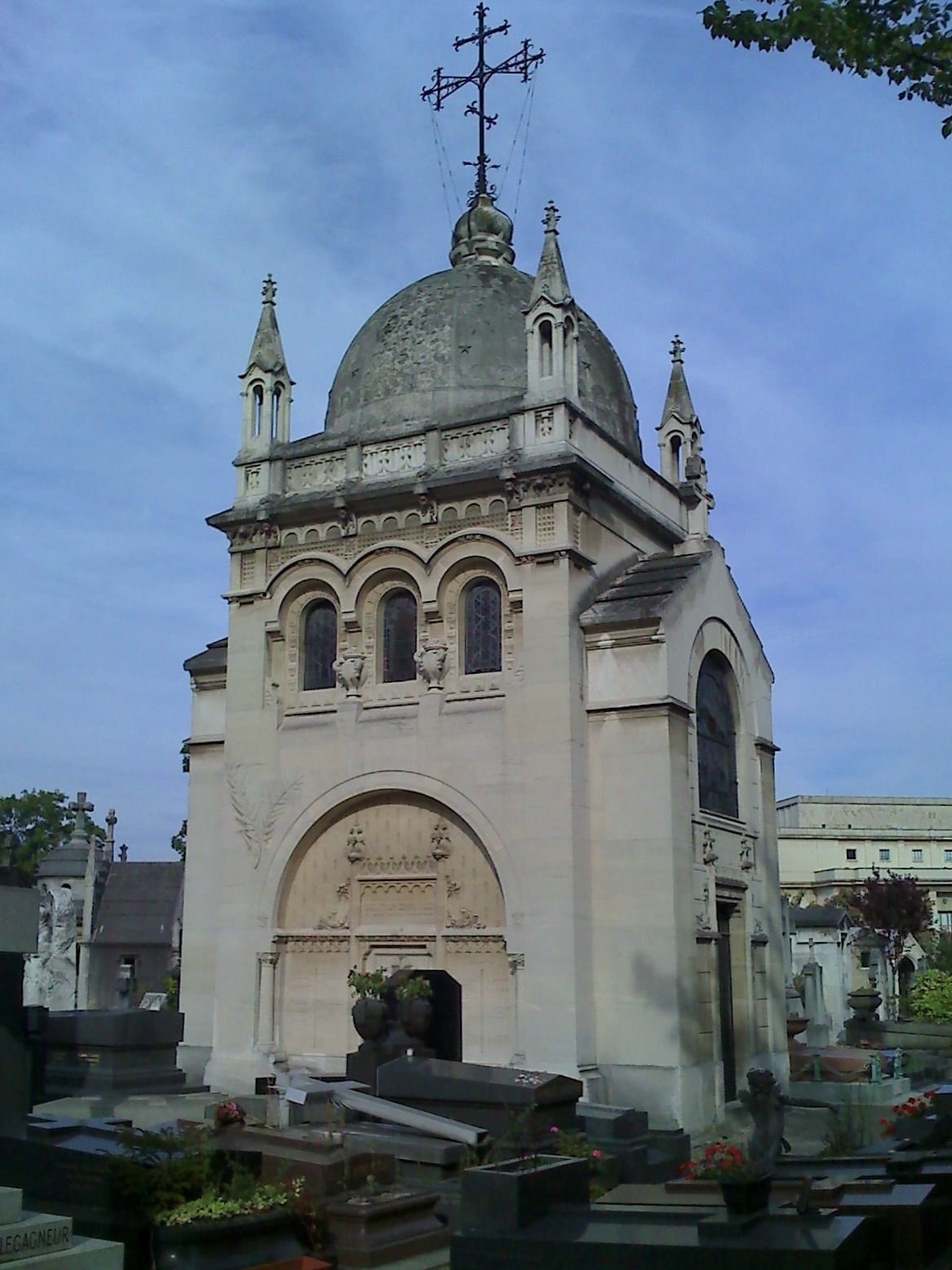
玛丽·巴什基尔采夫墓